# Thiên hà vòng

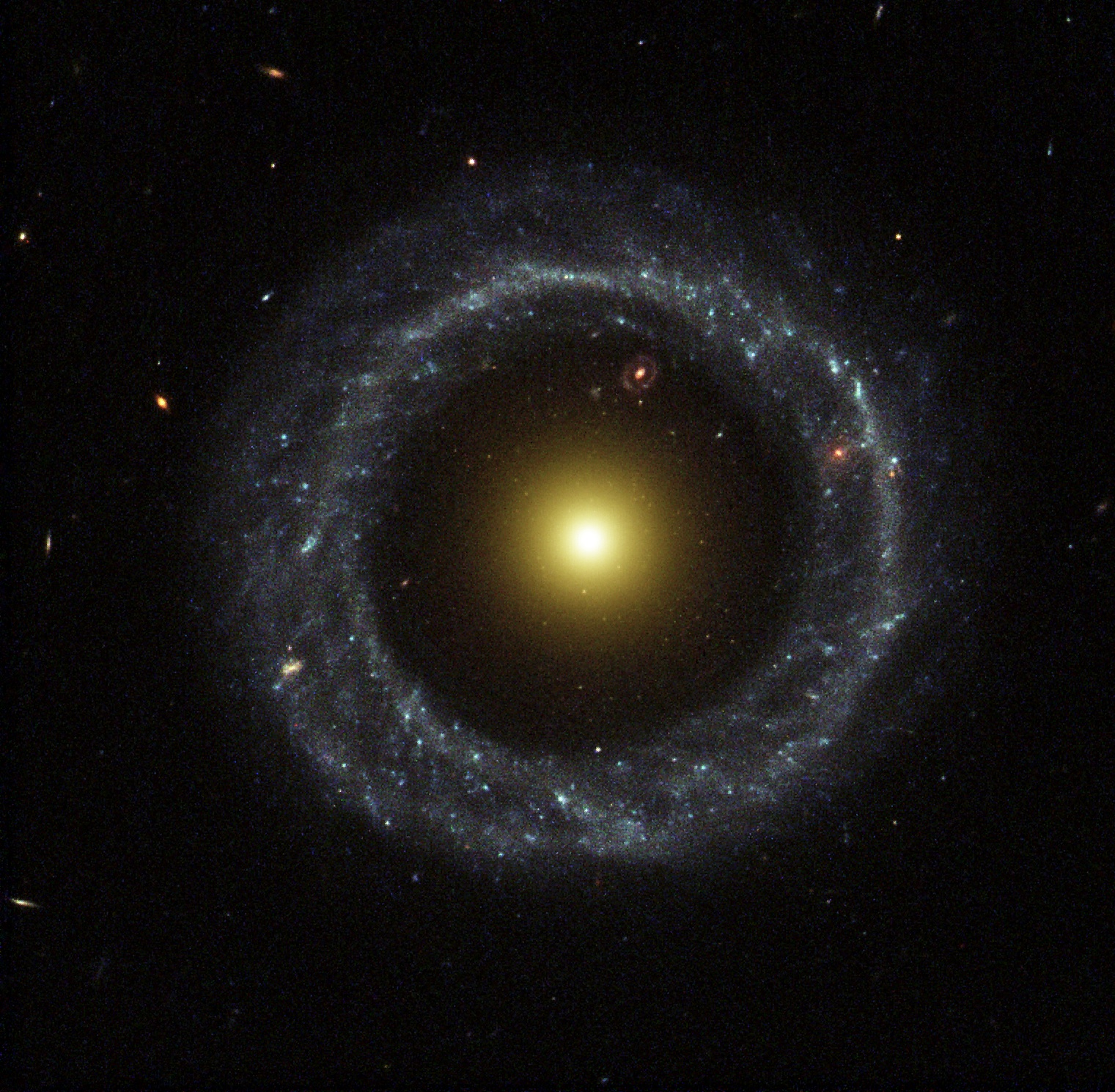
Vật thể Hoag, một thiên hà vòng. Ngoài một đĩa khí bao quanh nó gọi là "vòng cực thiên hà", còn có một vòng màu đỏ được nhìn thấy sau nó gọi là "vòng thiên hà"

Thiên hà vòng là một thiên hà có dạng như một vòng tròn. Một ví dụ của thiên hà vòng là Vật thể Hoag được phát hiện bởi Arthur Hoag năm 1950. Các thiên hà loại này chứa nhiều ngôi sao trẻ màu xanh rất sáng. Phần trung tâm tương đối ít sáng. Một số nhà thiên văn học tin rằng nó được hình thành từ sự tương tác giữa thiên hà lớn và thiên hà nhỏ hơn. Mặc dù các thiên hà cách nhau rất xa, nhưng trường hấp dẫn có thể khiến các thiên hà va chạm vào nhau. Các nhà thiên văn khác thì nghĩ rằng nó được hình thành bởi sự bồi tụ từ vật liệu của thiên hà khác. Sự hình thành sao sau đó có thể gây lực rất lớn lên vật liệu bồi tụ trong thiên hà vòng.

## Thư viện ảnh

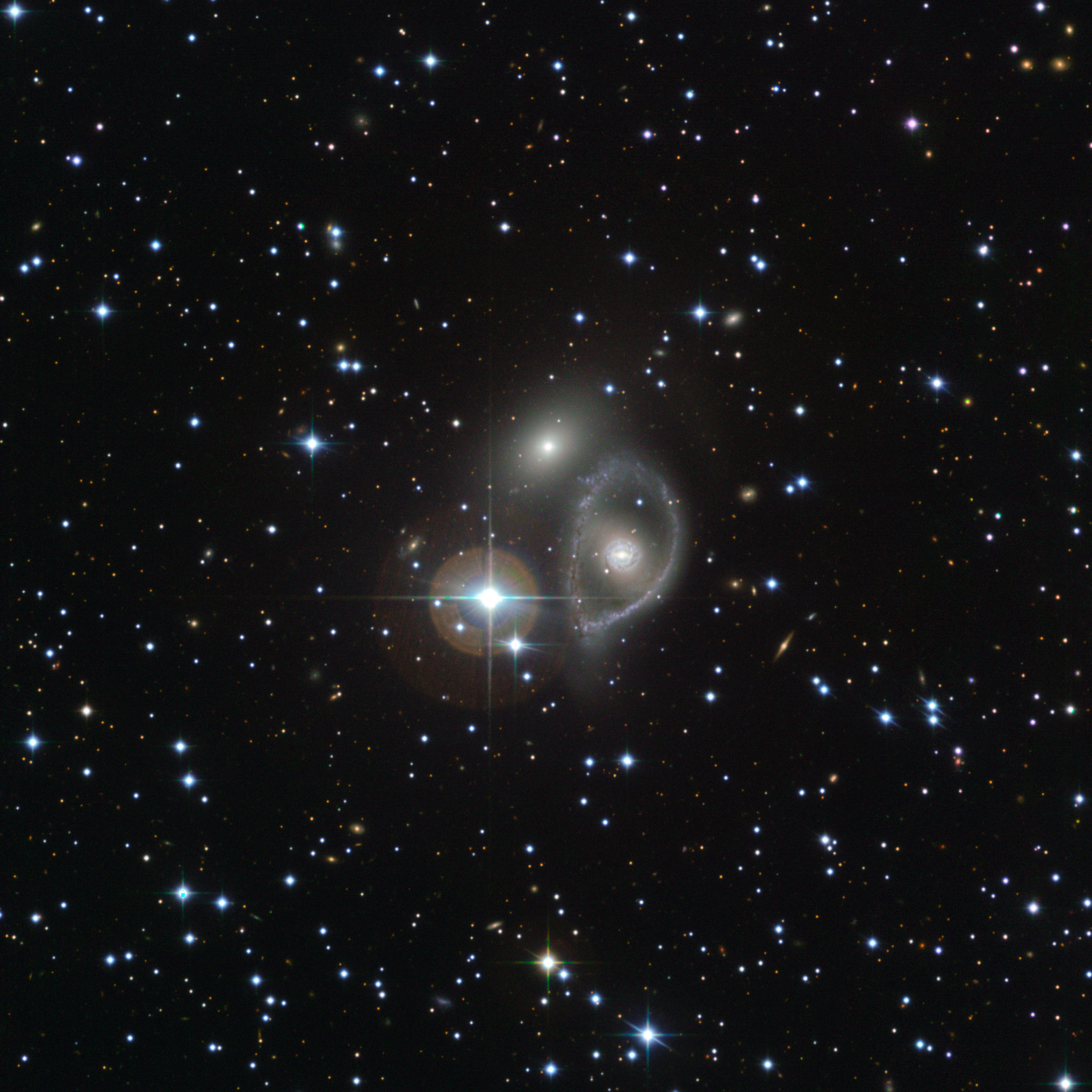
Thiên hà vòng Vela, và một ngôi sao tên HD 88170.
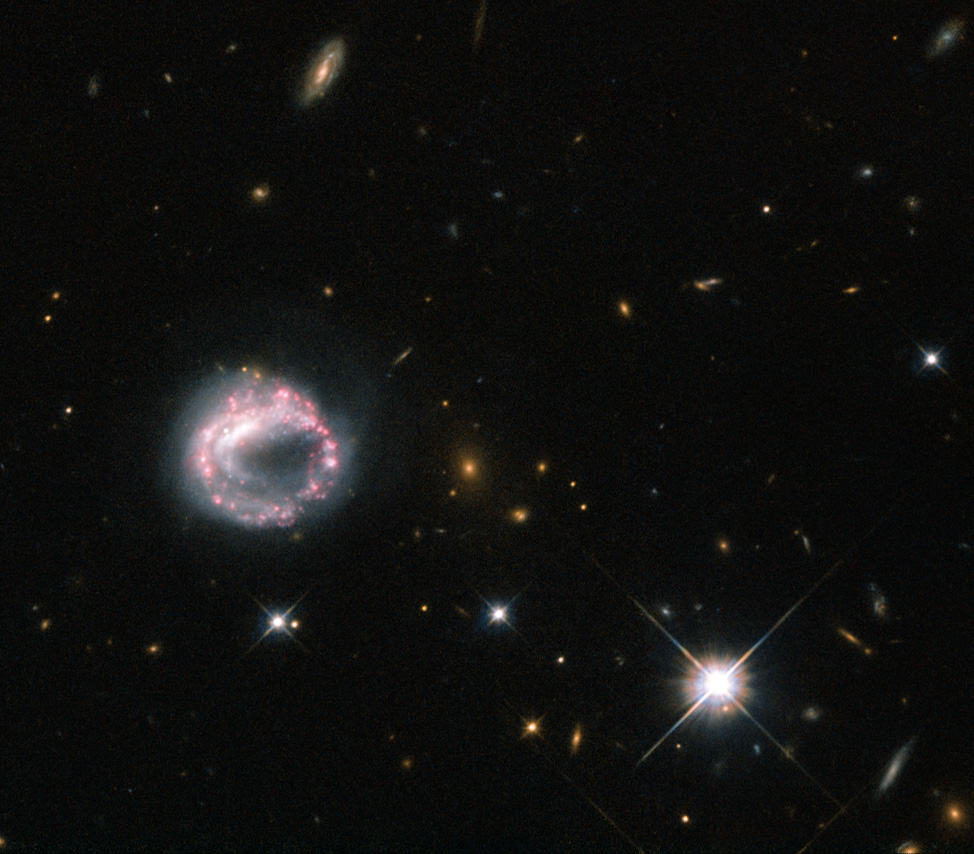
Thiên hà vòng - Zw II 28